# Шлюзы (Волгодонск)
Шлюзы («Пятый») — бывший рабочий посёлок строителей Цимлянского гидроузла, в настоящее время район города Волгодонска.

## История
В 1949 году, с началом строительных работ на Цимлянском гидроузле, были образованы десять строительных районов, обеспечивающих производство работ на разных участках строительства. В частности пятый строительный район базировался в рабочем посёлке Шлюзы (отсюда возникло другое название этого района как «Пятый»). Пятый строительный район обеспечивал строительство поселка работников гидроузла и порта, строительство временных жилых зданий и автомобильных дорог.
Жилой фонд в период существования посёлка состоял в массе своей из временного жилья барачного типа. В поселке располагалось несколько магазинов, действовала киноточка, однако уровень социальной инфраструктуры был крайне низок, так же в посёлке не было собственной администрации.
С 1953 года, после окончания строительства гидроузла, жителей посёлка Шлюзы стали расселять в строящийся эксплуатационный поселок (Волгодонск) и рабочий посёлок Ново-Солёновский. Жилые бараки были снесены, на их месте построены промышленные базы и склады. Позже на месте бывшего посёлка были образованы дачные участки. В конце 50-х годов территория бывшего посёлка Шлюзы вошла в состав города Волгодонска.
В настоящее на территории бывшего поселка располагаются складские и производственные базы различных организаций, а так же садоводческие товарищества.

## Транспорт
Посёлок Шлюзы — конечная остановка городских автобусных маршрутов № 3к, 4а, 12, 14, 17, 28, 29, 29а, 4в, 18, 10а, 25, 52 и 51. Так же через посёлок проходят троллейбусные маршруты № 3а.

## Достопримечательности
Шлюз № 14 Волго-Донского судоходного канала, камера и головы шлюза выполнен в «сталинском ампире».
Монумент в честь соединения пяти морей у шлюза № 14.

## Список улиц
- ул. Складская,
- ул. Шлюзовская,
- ул. Ярильская,
- ул. Лодочная,
- 1-11 линии.